# Mistrzostwa Świata w Judo Open 2008
1. Mistrzostwa Świata w Judo Open odbyły się od 20 grudnia do 21 grudnia 2008 w Paryżu (Francja).

## Klasyfikacja medalowa
| Miejsce | Państwo |   |   |   | Razem |
| ------- | ------- | - | - | - | ----- |
| 1       | Francja | 1 | 0 | 1 | 2     |
| 2       | Chiny   | 1 | 0 | 0 | 1     |
| 3       | Rosja   | 0 | 2 | 0 | 2     |
| 4       | Japonia | 0 | 0 | 2 | 2     |
| 5       | Polska  | 0 | 0 | 1 | 1     |

## Medaliści

### Mężczyźni
| Konkurencja: | Złoto:      | Srebro:             | Brąz:                            |
| Open         | Teddy Riner | Aleksandr Michajlin | Grzegorz Eitel Matthieu Bataille |

### Kobiety
| Konkurencja: | Złoto:   | Srebro:            | Brąz:                          |
| Open         | Tong Wen | Jelena Iwaszczenko | Megumi Tachimoto Mika Sugimoto |